# Jahresstipendium für Schriftsteller des Ministeriums für Wissenschaft und Kunst des Landes Baden-Württemberg
Die Jahresstipendien für Schriftsteller sind Literaturstipendien, die vom Ministerium für Wissenschaft und Kunst des Landes Baden-Württemberg seit 1980 jährlich vergeben werden. Stipendiaten sind Schriftsteller, die durch Geburt, Wohnort oder einen Schaffensschwerpunkt mit Baden-Württemberg verbunden sind. Eines der Stipendien ist der Kinder- und Jugendliteratur gewidmet. Es werden drei Stipendien vergeben, die bis 2023 mit jeweils monatlich 1000 € dotiert waren, also insgesamt 36.000 € jährlich. Ab 2024 beträgt die Dotierung 18.000 € jährlich pro Preisträger. Gelegentlich wurden Stipendien auch geteilt und als Halbjahrestipendien vergeben. Die Auszeichnungen sind mit der Teilnahme an einer Lesereise bzw. Leseveranstaltungen verbunden. Die Verleihung findet in Stuttgart statt.
Zu den Zielen sagte die Landesministerin Theresia Bauer anlässlich der Verleihung 2019:

„Die Vergabe von Landesstipendien ist ein wichtiger Baustein der Literaturförderung in Baden-Württemberg. Mit den Stipendien wollen wir die schriftstellerische Arbeit von Nachwuchsautorinnen und -autoren auszeichnen und ihnen gleichzeitig die Möglichkeit geben, eine größere Arbeit durchzuführen oder abzuschließen. Indem wir einen Rahmen schaffen, der gute Entfaltungsmöglichkeiten bietet, halten wir zugleich die Literaturlandschaft in Baden-Württemberg lebendig und aktiv.“

Die Preisvergabe erfolgt durch eine Jury. Bewerbungen sind nicht möglich.
Die Stipendien sind nicht zu verwechseln mit den von der Kunststiftung Baden-Württemberg vergebenen Jahresstipendien.

## Preisträger seit 2006
Geteilte Stipendien (Halbjahresstipendien) werden durch einen trennenden Schrägstrich („/“) angezeigt.
2025
- Doris Vogel
- Silke Stamm
- Frieda Paris
- Simone Kucher

2024
- Maren Wurster
- Charlotte Gneuß
- Ann Kathrin Ast

2023
- Claudia Schumacher
- Sophia Fritz
- Stefan Hornbach

2022
- Ilona Hartmann
- Janina Hecht
- Chandal Nasser

2021
- Theres Essmann
- Frank Rudkoffsky
- Cihan Acar / Valentin Moritz

2020
- Yannic Han Biao Federer
- Lisa Goldschmidt
- Lucia Leidenfrost

2019
- Kristina Nenninger
- Julia Rothenburg
- Tibor Schneider / Mikael Vogel

2018
- Fatma Aydemir
- Simone Hirth
- Iris Wolff

2017
Wechsel der Vergabepraxis. Zuvor wurde die Vergabe am Jahresende verkündet und die Stipendien liefen im folgenden Jahr. Ab 2018 wurde die Vergabe am Jahresanfang bekanntgegeben und die Stipendien liefen im selben Jahr.
2016
- Verena Boos
- Maren Kames
- Marie Malcovati

2015
- Carolin Callies
- Per Leo
- Andre Rudolph

2014
- Verena Güntner
- Odile Kennel
- Wolfram Lotz

2013
- Marie T. Martin
- Philipp Schönthaler
- Fee Katrin Kanzler / Lisa Kränzler

2012
- Matthias Nawrat
- Gabriele Riedle
- Albrecht Selge

2011
- Bernadette Conrad / Léda  Forgó
- Manuela Fuelle
- Lena Gorelik

2010
- Sudabeh Mohafez
- Patrick Findeis
- Björn Kern

2009
- Norbert Zähringer
- Katrin Seglitz
- Almut Tina Schmidt / Claudia Gabler

2008
- Dorothea Grünzweig
- Christine Langer
- Markus Orths

2007
- Thomas Weiss
- Martin von Arndt
- Hans Peter Hoffmann / Stefan Monhardt

2006
- Martina Kieninger
- Nico Bleutge
- Kai Weyand